# Ciencia ficción apocalíptica

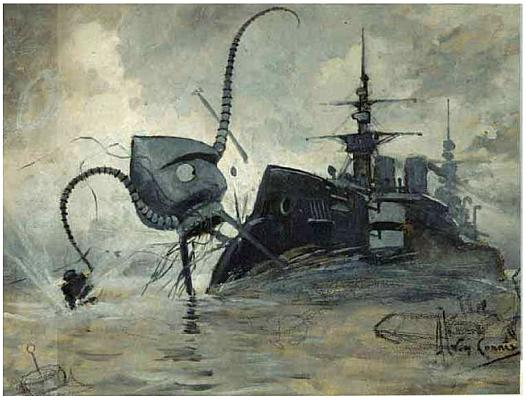
Ilustración de La guerra de los mundos de H. G. Wells

La ciencia ficción apocalíptica es un género literario o cinematográfico de anticipación, que versa su línea narrativa o descriptiva en un probable destino calamitoso o cataclísmico de la humanidad. Con una visión generalmente pesimista, ese género describe de manera magnificada los errores que comete la humanidad actualmente y sus consecuencias en el futuro, pero con un final generalmente nefasto. Desde ese punto de vista, se avizora el final de la civilización por una guerra nuclear, plaga, o algún otro desastre general terrestre o cósmico.

## Origen
La visión fatídica del fin de los tiempos para la especie humana, no es nada nuevo. Varias religiones y creencias mitológicas -del pasado y presente- alrededor del planeta, presuponen un término abrupto y desolador en la existencia terrena del hombre. La ingenuidad en los autores por el desconocer de por qué ocurrían los fenómenos naturales los hacían acudir a soluciones divinas. Esto cambió con el avance de la ciencia, el cual dio la posibilidad de separar lo celestial como generador del acabamiento del ser humano en el planeta e insertar nuevos motivos: pestes traídas del espacio exterior o creadas en laboratorios, armas cuyos poder de destrucción arrasarían con la vida humana o por lo menos su sistema de vida, o máquinas que, una vez igualadas a su creadores, someten a éstos o los exterminan. Este nuevo género floreció en la literatura, pero no tardó en conquistar el área del cine, donde se ha hecho más popular.

## Listado de películas célebres
En la cinematografía, muchas han sido las realizaciones de ciencia ficción apocalíptica, entre las cuales tenemos:

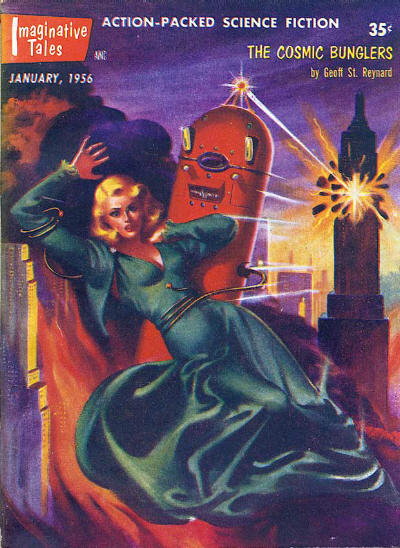
Portada de Cuentos imaginativos, enero de 1956

| - The Day the Earth Stood Still (1951), de Robert Wise - Cuando los mundos chocan (1951), de Rudolph Maté - La guerra de los mundos (1953), de Byron Haskin - Fahrenheit 451 (1966), de François Truffaut - El planeta de los simios (1968), de Franklin J. Schaffner y secuelas - La noche de los muertos vivientes (1968),de George A. Romero - La amenaza de Andrómeda (1971), de Robert Wise - The Omega Man (1971), de Boris Sagal - Soylent Green (1973), de Richard Fleischer - Westworld (1973), de Michael Crichton - Espacio 1999 (1975), de Gerry Anderson y Sylvia Anderson - La fuga de Logan (1977), de Robert Wise - El amanecer de los muertos (1978), de George A. Romero - Blade Runner (1982), de Ridley Scott - The Terminator (1984), de James Cameron - RoboCop (1987), de Paul Verhoeven - Akira (1989), de Katsuhiro Otomo - Desafío Total / El vengador del futuro (1990), de Paul Verhoeven - Doce monos (1995), de Terry Gilliam - Independence Day (1996), de Roland Emmerich - Pandemonium, la capital del infierno (1997), de Román Chalbaud - Gattaca (1997), de Andrew Niccol - Armageddon (1998), de Michael Bay - Dark City (1998), de Alex Proyas - The Matrix (1999), de los hermanos Lana y Andy Wachowski - Titan A.E. (2000), de Don Bluth y Gary Goldman - El planeta de los simios (2001), de Tim Burton | - Inteligencia Artificial (2001), de Steven Spielberg, coguionista Stanley Kubrick - 28 Days Later (2002), de Danny Boyle - Yo, robot (2004), de Alex Proyas - The Day After Tomorrow (2004), de Roland Emmerich - El amanecer de los muertos (2004), de Zack Snyder - La guerra de los mundos (2005), de Steven Spielberg - Una mirada a la oscuridad (2006), de Richard Linklater - 28 Weeks Later (28 semanas después) (2007), de Juan Carlos Fresnadillo - Next (2007), de Lee Tamahori - The Happening (2007), de M. Night Shyamalan - Invasión (2007), de Oliver Hirschbiegel - Soy leyenda (2007), de Francis Lawrence - WALL·E (2008), de Andrew Stanton - The Day the Earth Stood Still (2008), de Scott Derrickson - Knowing (2009), de Alex Proyas - District 9 (2009), de Neill Blomkamp - Surrogates (2009), de Jonathan Mostow - Pandorum (2009), de Christian Alvart - La carretera (2009), de John Hillcoat - The Book of Eli (2010), de Albert Hughes y Allen Hughes - Fin (2012), de Jorge Torregrossa - Guerra mundial Z (2013), de Marc Forster - Cell (2016), de Tod Williams - Independence Day: Resurgence (2016), de Roland Emmerich - Cargo (2017), de Ben Howling y Yolanda Ramke - Fahrenheit 451 (2018), de Ramin Bahrani - Bird Box (2018), de Susanne Bier - La guerra del mañana (2021), de Chris McKay |

## Listado de novelas célebres
Al ser un género literario relativamente moderno, los autores muchas veces optaron por llevar sus obras directamente a la gran pantalla o a la televisión, aunque después conociesen una versión escrita. Pero también son muchos los casos en que las películas o series de televisión son meras adaptaciones de famosas novelas, y, por supuesto, también hay muchas obras que, por la dificultad de su adaptación, o por otras circunstancias, se han quedado sobre el papel.
| - La guerra de los mundos (novela) (1898), de Herbert George Wells - La tierra permanece (1949), de George R. Stewart - Soy leyenda (1954), de Richard Matheson - La rebelión de Atlas (1957), de Ayn Rand - On the beach (1957), de Nevil Shute - Alas, Babylon (1959), de Pat Frank - El planeta de los simios (novela) (1963), de Pierre Boulle - La amenaza de Andrómeda (novela) (1969), de Michael Crichton - El Cuento de la Criada (novela) (1985) de Margaret Atwood - La carretera (novela) (2006), de Cormac McCarthy - Fin (novela), de David Monteagudo - Guerra mundial Z (novela) (2006), de Max Brooks - Los juegos del hambre (2008), de Suzanne Collins - Apocalipsis Z (2008), de Manel Loureiro | - One Second After (2009), de William R. Fortschen - Patriots (2009), de James Wesley Rawles - The Maze Runner (2009), de James Dashner - Los días oscuros (2010), de Manel Loureiro - Survivors (2011), de James Wesley Rawles - Divergent (2011), de Veronica Roth - La ira de los justos (2011), de Manel Loureiro - Founders (2012), de James Wesley Rawles - Expatriates (2013), de James Wesley Rawles - Liberators (2014), de James Wesley Rawles - Viento del Sol (novela) (2015), de Camilo P. Iglesias - El Robinson atómico (2023), de Camilo P. Iglesias - The Stand (novela) (1978-1988) de Stephen King |